# Przedbórz
Przedbórz ist eine Stadt im Powiat Radomszczański der Woiwodschaft Łódź in Polen. Sie ist Sitz der gleichnamigen Stadt-und-Land-Gemeinde mit 7052 Einwohnern (Stand 31. Dezember 2020) und hat etwa 3550 Einwohner.

## Lage
Die Stadt liegt etwa 80 Kilometer südlich der Stadt Łódź und etwa 60 Kilometer nordwestlich von Kielce. Der Fluss Pilica fließt durch Przedbórz.

## Geschichte
Die erste urkundliche Erwähnung des Ortes findet sich in der Gnesener Bulle (bulla gnieźnieńska) von 1136. Die zweite Erwähnung fand 1145 statt. Der Ort war zu Beginn durch hölzerne Anlage geschützt, später erfolgte die Errichtung einer gemauerten Burg.
1370 erhielt der Ort das Stadtrecht. 1405, nach einem großen Brand, wurde das Stadtrecht durch den polnischen König Władysław II. Jagiełło erneuert und durch Magdeburger Recht begründet.
Während des Großen Nordischen Krieges wurde die Stadt 1655 durch schwedische Truppen niedergebrannt, anschließend aber wieder aufgebaut.
Durch die Dritte Teilung Polens kam der Ort 1795 an Österreich und 1809 zum Herzogtum Warschau, ab 1815 im russisch beherrschten Kongresspolen. In den 1820er Jahren entstand in Przedbórz eine deutsch-evangelische Gemeinde der Arbeiter der dortigen Tuchfabrik, ab 1857 eine Filialgemeinde von Kielce.
Nach Ende des Ersten Weltkrieges und dem Neuentstehen des Staates Polen wurde auch Przedbórz wieder polnisch.
Im September 1939 wurde die Stadt von der Wehrmacht besetzt. Zu Beginn des Zweiten Weltkrieges betrug die Einwohnerzahl noch etwa 7000. 1945 hatte sich die Zahl etwa halbiert, und nahezu die ganze jüdische Bevölkerung wurde deportiert und ermordet. Die barocke hölzerne Synagoge von 1760 war gleich in den ersten Kriegstagen zerstört worden. Die Stadt selbst war nach Ende des Krieges zu etwa 70 Prozent zerstört.
Durch eine Verwaltungsreform kam die Stadt 1975 zur neu gebildeten Woiwodschaft Piotrków. Nach deren Auflösung war Przedbórz ab 1999 Teil der Wojewodschaft Łódź.

### Einwohnerentwicklung
| Jahr          | 1913 | 2005 |
| Einwohnerzahl | 9199 | 3778 |

## Bauwerke
- Die Kirche  p.w. św. Aleksego wurde 1278 im Stil der Gotik errichtet. Der älteste noch erhaltene Teil ist der Kirchturm aus dem Jahr 1341. Durch zahlreiche Umbauten ist die Kirche heute ein Barockwerk. Über dem Eingang zur Südkapelle befindet sich ein Gemälde aus dem 16. Jahrhundert
- Das Rathaus wurde 1826 bis 1830 als spätklassizistisches Gebäude errichtet. Die Stadt Łódź erhielt hier 1423 ihr Stadtrecht verliehen. An dieses Ereignis erinnerte eine Tafel, die 1973 angebracht wurde.

## Gemeinde
Zur Stadt-und-Land-Gemeinde (gmina miejsko-wiejska) Przedbórz mit einer Fläche von fast 190 km² gehören die Stadt selbst und 28 Dörfer mit Schulzenämtern. etwa 153 km²

## Wirtschaft und Infrastruktur
Durch die Stadt führt die Landesstraße 42. Diese beginnt in der Europastraße 371 und führt durch Starachowice im Osten nach Namysłów im Westen.
Von Norden nach Süden verläuft die Woiwodschaftsstraße 742. Diese mündet im Norden in die Landesstraße 12 und im Süden in die Landesstraße 78. Der Władysław-Reymont-Flughafen Łódź ist der nächste internationale Flughafen.
Die 436 registrierten Unternehmen sind zum großen Teil Familienbetriebe. Zu den größeren gehören der Agrarmaschinenproduzent Techmłot und der Ausbildungsbetrieb ZDZ.
Es gibt neben einem Kindergarten zwei Grundschulen, ein gimnazjum sowie einen Schulkomplex für die gymnasiale Oberstufe. Weiterhin gibt es die private Bildungsanstalt ZDZ.

## Söhne der Stadt
- Tobias Gutmann Feder (1760–1817), jüdischer Aufklärer in Galizien
- Itshe Vagman (1890–1974), Essayist[3]
- Maurice Goldstein (1922–1996), Mediziner, Präsident des Internationalen Auschwitz Komitees